# Интелигентна система
Интелигентна система е система, която има своя основна цел, както и сетивата и изпълнителни механизми. За да достигне целта си тя избира действие въз основа на своя опит и знания и може да се самообучава. Интелигентни системи са и компютърни системи, които мислят рационално. Определението е свързано с изкуственият интелект.
Примери за интелигентни системи са: човек, компютър, висши животни, роботи, извънземни, кухненски уред, съвременен автомобил и други.

## Характерни функции на интелигентна система
Интелигентните системи имат три основни свойства. Получават информация от външна за тях среда, могат да помнят предишни събития и на базата на първите две свойства, взимат решения и реагират спрямо съответната ситуация. Фундаментална функция за интелигентните системи е тази на влияние – отговор. По подобие на хората и животните, една интелигентна система може да реагира избирателно, спрямо ситуацията и търсените резултати. Паметта с която разполага интелигентната система и дава възможност да научава нови правила на поведение, като по този начин тя има възможност да се адаптира и усъвършенства.
Важни елементи за пълното функциониране на интелигентната система са: енергия, тяло, процесор, сензори за възприемане на външната среда, методология на взимане на решения и памет. Основни предимство спрямо програмираните интелигентни сиситеми са:
- умение за адаптиране и оцеляване
- любопитство, възможност за придовибане на нови знания
- копиране на други интелигентни системи

Свойства на съвремнните интелигентни системи:
- Свързани – постоянно споделят данни с хора, помежду си и в клауд (на английски: cloud) среда
- Защитени – благодарение на съвременните алгоритми за криптиране на информация
- Управляеми – позволява да бъдат усъвършенствани, диагностицирани и поправяни от разстояние
- Интелигентни – извличат голямо количество данни, могат да я анализират и предприемат действия

## Видове интелигентни системи
- Системи за оптично разпознаване на символи (OCR)
- Системи за взимане на решения
- Системи за разпознаване на реч
- Системи, симулиращи личностен характер

## Къде използват интелигентните системи?
Изключително лесният начин за достъп до информация, благодарение на развитиети на информационните технологии е предпоставка за широкото интегриране на интелигентни системи във всички аспекти на нашия живот. Устройствата в които можем да интегрираме микропроцесор и памет са потенциални интелигентни системи.
Компютърни системи, автомобили, роботи, онлайн магазини, системи за управление на трафик, терминали за продажби на стоки. Интелигентните системи са навсякъде около нас, имплементирани в почти всички индустрии и области в света.